# Haute fréquence
Pour les articles homonymes, voir fréquence (homonymie).
Pour les autres significations, voir Onde courte météorologique.
La haute fréquence désigne un spectre de fréquences d'ondes électromagnétiques modulées dont la nature diffère en fonction du domaine auquel il s'applique. Le présent article traite du domaine des « hautes fréquences » (high frequencies en anglais, abrégé en HF) en radiocommunication qui désigne les ondes radio dont la fréquence est comprise entre 3 MHz et 30 MHz. Elles sont également nommées « ondes décamétriques » ou « ondes courtes » , en fonction de leur longueur d'onde comprise entre 10 et 100 mètres. Le terme « ondes courtes » (OC) est aussi utilisé notamment pour la radiodiffusion mondiale mais ses limites sont moins précises. La portée étant de plusieurs milliers de kilomètres, les communications captées sont très nombreuses.
En électronique, les signaux de haute fréquence dits « HF » ou « radiofréquence » exploitent une fréquence supérieure à l'audiofréquence ou « basse fréquence » dite « BF ». En acoustique, le terme haute fréquence désigne les sons de 4 kHz à 20 kHz.

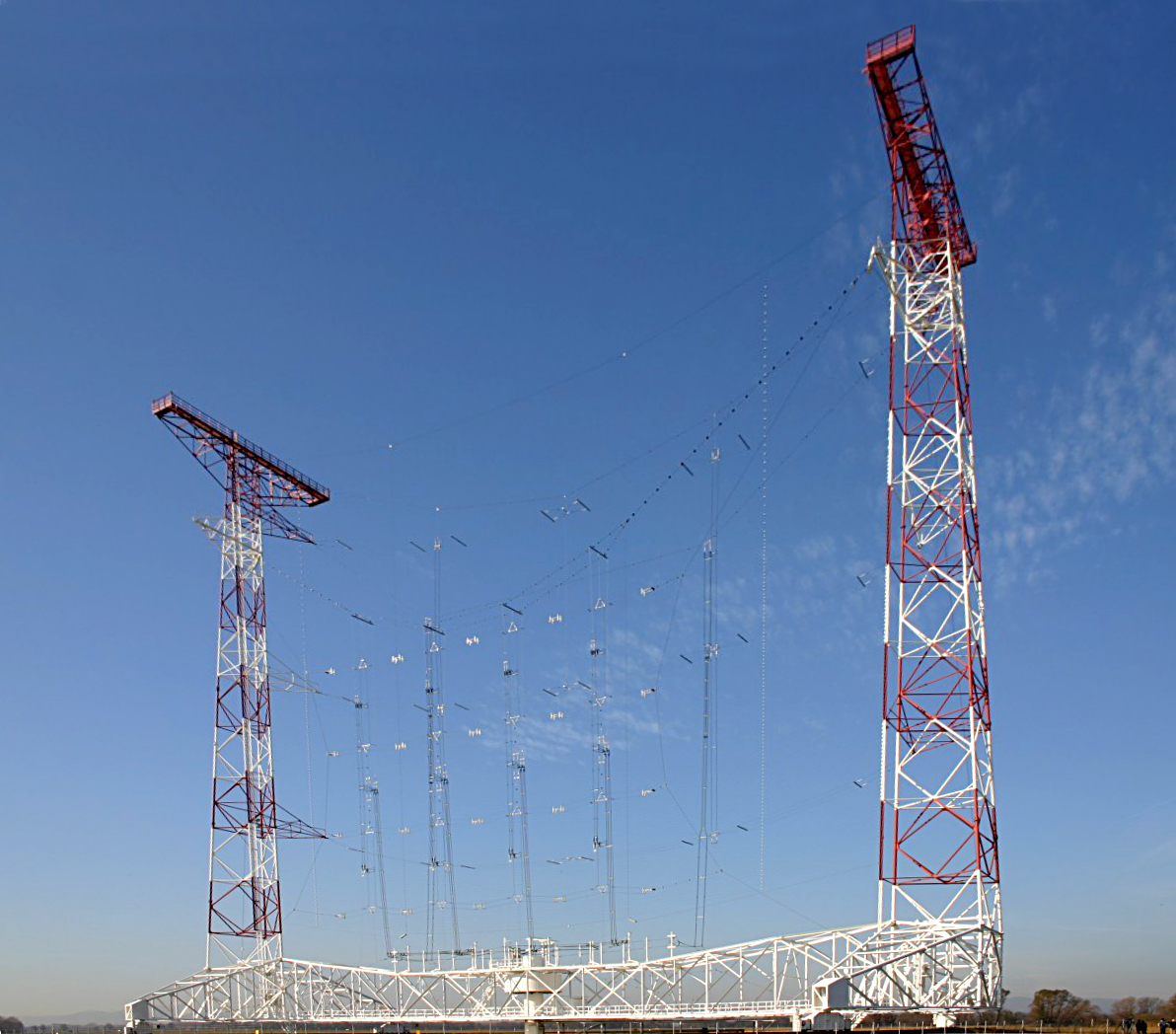
Antenne de communications HF

## L'âge des pionniers
Jusqu'au milieu des années 1920, la gamme des hautes fréquences ou « ondes courtes » est négligée par les autorités et les scientifiques au profit des fréquences plus basses dont la propagation est plus stable. À la suite des travaux des radioamateurs qui ont réalisé des liaisons autour du globe, le développement de l'exploitation du spectre décamétrique est rapide pour la radiodiffusion et le trafic devient officiel.
- En 1923, le 27 novembre, des radioamateurs réalisent la première liaison bidirectionnelle transatlantique sur une longueur d'onde spécialement autorisée d'environ 103 mètres (2,912 MHz), depuis Nice, Léon Deloy 8AB, et depuis les États-Unis, John L. Reinartz, 1XAM et Fred Schnell, 1MO [2].
- 1925 : Le physicien anglais Edward Appleton met en évidence par expérience la présence des couches de gaz ionisés imaginées par Oliver Heaviside et Arthur Kennelly. Ces couches prennent le nom de « couches d'Appleton » puis de ionosphère. Peu après, les physiciens américains Gregory Breit et Merle Antony Tuve mesurent la hauteur des couches ionosphèriques à l'aide d'un émetteur d'impulsions radioélectriques. À la suite des recherches du radioamateur américain et ingénieur en électricité Frank Conrad 8XK[3] la propagation NVIS est découverte et utilisée.
- 1929, des répartitions partielles de quelques sous-bandes en haute fréquence sont créées[4].
- 1939, les répartitions de toutes les sous-bandes du spectre de la bande décamétrique sont clarifiées pour tous les services[5].

## Services
Les hautes fréquences sont longtemps utilisées pour de nombreux usages : militaires, maritimes, aériens, et diplomatiques. Depuis les années 1980, avec le développement des liaisons par satellite et par relais terrestres, les ondes HF sont peu à peu abandonnées par les services officiels et la radiodiffusion. Elles restent cependant incontournables pour certains services maritimes et aériens, notamment pour garantir la sécurité des liaisons océaniques, pour les liaisons fixes ou mobiles dans des zones sans infrastructure ou en secours, en cas de catastrophe naturelle ou encore, pour le trafic militaire. Les signaux peuvent être analogiques en clair, codés ou numériques avec ou sans accès conditionnel (cryptage).
Les bandes de fréquences sont allouées par l'ITU. Durant la décennie 2000, la radiodiffusion représente 13 % du spectre, le trafic maritime 20 %, le trafic aérien 10 % et les bandes amateurs 12 %, le reste du spectre est utilisé par des services fixes ou mobiles.

## Exploitation

### Radiodiffusion

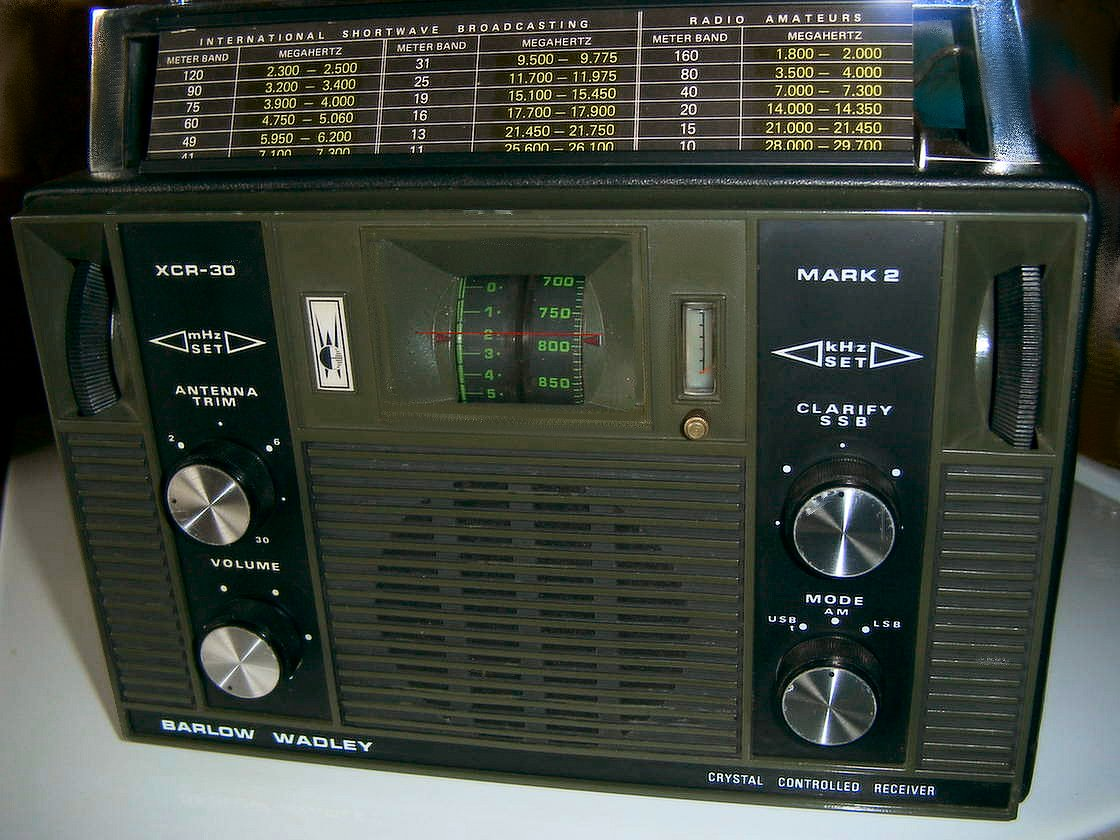
Radio ondes courtes

Depuis sa mise en service, la radiodiffusion en ondes courtes est destinée à être reçue directement par le public et s'applique à la fois à la réception individuelle et à la réception collective ou communautaire. La radiodiffusion exploite des sources spécifiques entre 3 MHz et 26 MHz, repérées par leur dénomination historique de longueur d'onde (exemple : « bande des 41 m »). Chaque programme est émis sur plusieurs fréquences pour permettre sa réception, en fonction de la propagation ,,.
Durant des décennies, sa simplicité et le faible coût de ses récepteurs lui permettent d'être utilisée principalement comme lien avec les expatriés, comme média d'influence ou de rayonnement culturel jusqu'à l'avènement des retransmissions numérique et d'Internet à partir de la décennie 2000.
Le World Radio TV Handbook répertoriant toutes les stations de radiodiffusion du monde entier avec leurs fréquences, leurs puissances d'émission et leurs grilles de programmes.
Radiodiffusion pirate
Plusieurs émetteurs de radiodiffusion pirate utilisent les bandes des 60, 49, 41, ou 31 mètres pour couvrir la région ciblée.
.

### Organisations diverses

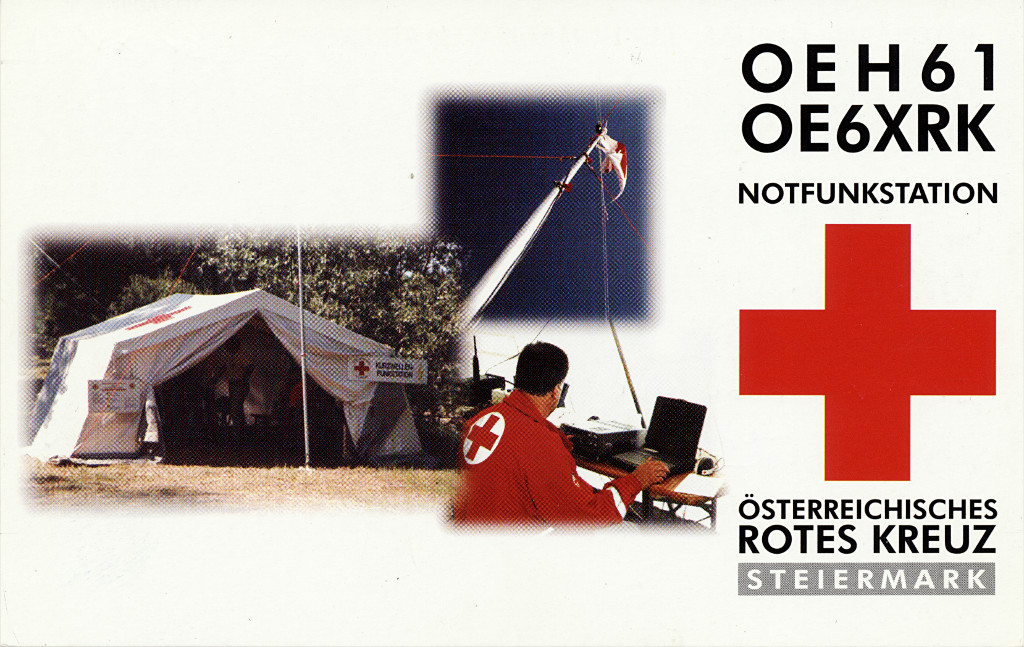
Station radio OEH61 et OE6XRK de la Croix-Rouge autrichienne.

Les communications fixes ou mobiles en hautes fréquences sont utilisées comme moyen de liaison de secours (qui peut être sécurisé via certains modes) par :
- des ambassades ;
- des ministères ;
- les agences de presse (rarement) ;
- les services de secours ;
- les militaires, radio militaire ;
- les sociétés ;
- la sécurité civile ;
- les organisations non gouvernementale ONG
- le Comité international de la Croix-Rouge,
- la Fédération internationale des Sociétés de la Croix-Rouge et du Croissant-Rouge et les équipes ERU ;
- ainsi que comme lien avec les points isolés non couverts par des réseaux terrestres ou satellitaires (régions polaires, parties désertiques ou zones isolées).

Leur avantage est l'autonomie vis-à-vis des infrastructures, par exemple en cas de conflit ou de catastrophe (radios).

(La fréquence d'appel d'urgence en Alaska est de 5,167 5 MHz).
- Les stations radioélectriques fixes sont utilisées en des points déterminés à l'intérieur des limites géographiques d'un pays ou d'un continent.
- Les stations radioélectriques mobiles sont utilisées en mouvement (ou pendant des haltes dans des points non déterminés) à l'intérieur des limites géographiques d'un pays ou d'un continent.

### Applications industrielle, scientifique et médicale

#### Antivol radio fréquence (RF)
Un marqueur constitué d'un circuit résonant utilise la bande 7,4 MHz à 8,8 MHz, quand ce circuit résonant est placé dans le champ de l'antenne (portiques antivols généralement situés à l'entrée du magasin).
Si le marqueur (étiquette RF) est actif, il émet alors un signal déphasé par rapport à l'émetteur. Le portique qui assure la réception (écoute), détecte ce signal et déclenche l'alarme.

#### Bande industrielle, scientifique et médicale
Le matériel industriel, scientifique, et médical (ISM) utilise des bandes de fréquences partagées ; elles sont harmonisées par l'ITU. Les fréquences d'émission utilisées sont :
- 6,78 MHz ± 15 kHz (soit: 6,765 - 6,795 MHz)
- 13,56 MHz ± 7 kHz (soit: 13,553 - 13,567 MHz)[10]
- 27,12 MHz ± 163 kHz (soit: 26,957 - 27,283 MHz) [11]

### Maritime

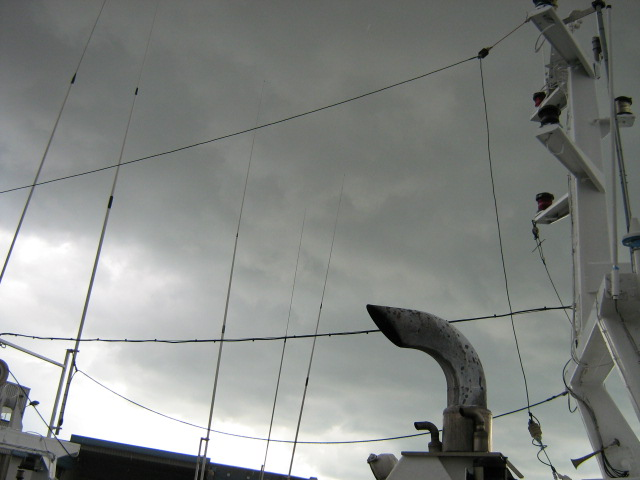
Antennes 1.6 MHz à 26 MHz sur un navire

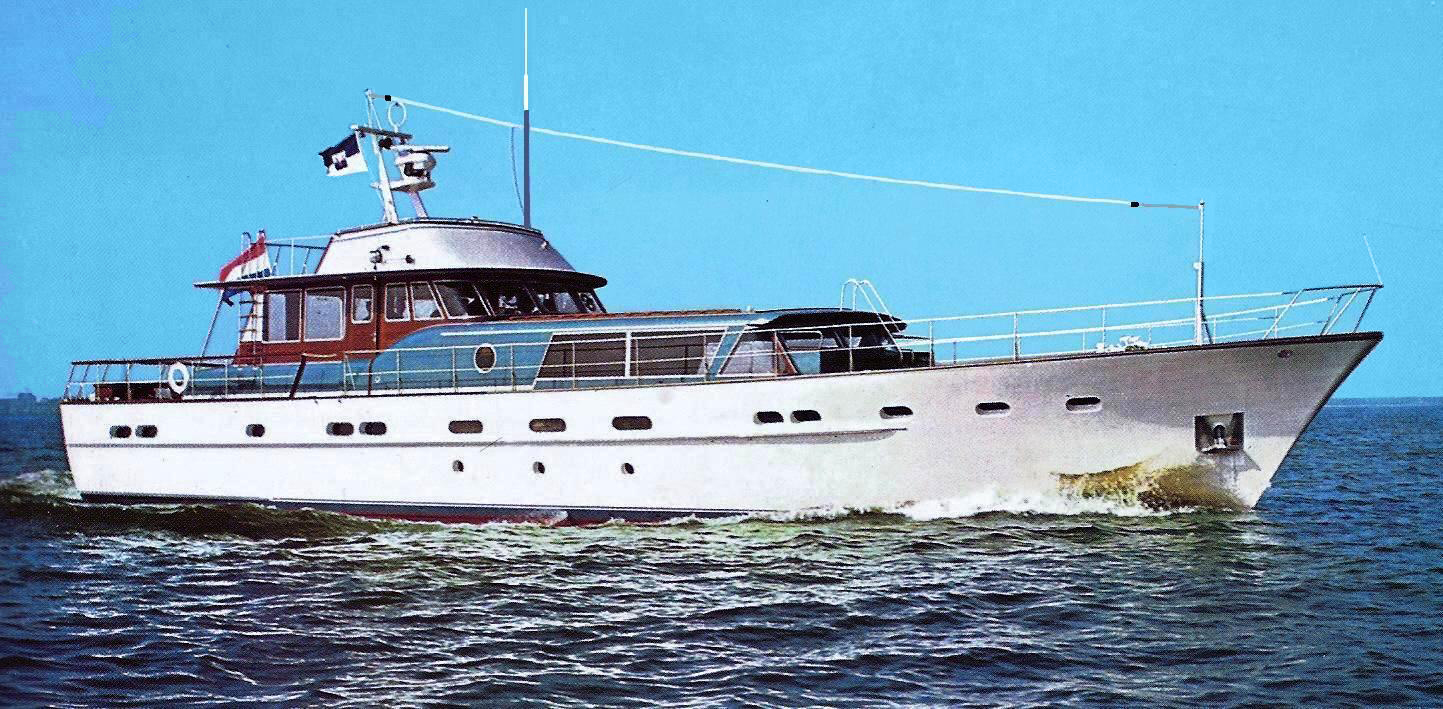
Une antenne NVIS tendue de l'avant du navire au poste de pilotage.

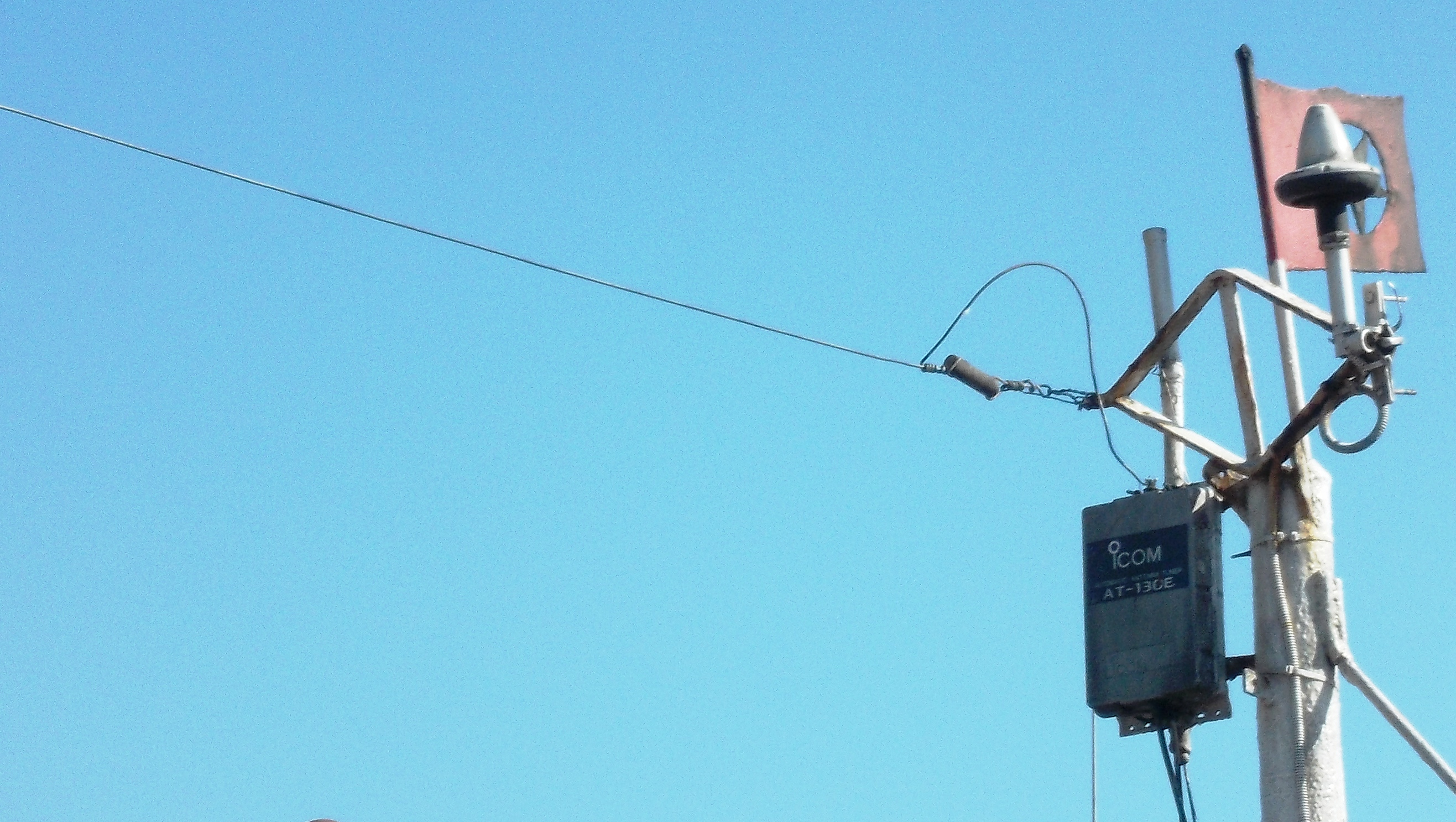
Boîte de couplage automatique et antenne 1.6 MHz à 26 MHz sur un navire

Pour le trafic maritime, les liaisons HF utilisent des bandes réparties sur le spectre. Les communications sont de plus en plus en numérique, mais la bande latérale unique (BLU) reste utilisée pour la sécurité et les contacts ponctuels. De nombreuses stations côtières transmettent l'évolution des bulletins météorologiques et de circulation et assurent les communications des navires avec la terre.
En haute mer pour la bande 4 MHz à 27,5 MHz, en premier choix la veille en appel sélectif numérique est la fréquence internationale SMDSM de 8 414,5 kHz (d'une portée < 3 000 km de jour et le monde dans la nuit).
À côté de la fréquence (ASN) 8 414,5 kHz, les stations marines veillent sur une deuxième fréquence décamétrique d’appel sélectif numérique : 4 207,5 kHz, 6 312 kHz, 12 557 kHz ou 16 804,5 kHz.
 La fréquence porteuse 4 125 kHz est utilisée, en plus de la fréquence porteuse 2 182 kHz, pour la détresse et la sécurité ainsi que pour l'appel et la réponse. Elle est également utilisée pour le trafic de détresse et de sécurité en radiotéléphonie.
La fréquence porteuse 4 125 kHz peut être utilisée par les stations d'aéronef pour communiquer avec les stations du service mobile maritime aux fins de détresse et de sécurité y compris à des fins de recherche et de sauvetage.
Les stations du service mobile terrestre situées dans des régions inhabitées, peu peuplées ou isolées peuvent, pour les besoins de la détresse et de la sécurité utiliser la fréquence porteuse 4 125 kHz en classe J3E . Les procédures de sécurité et vie humaine sont obligatoires pour ces stations du service mobile terrestre lorsqu'elles utilisent des fréquences qui, en vertu du présent règlement, sont prévues pour les communications de détresse et de sécurité.
En haute mer les fréquences standards de la bande 8 MHz peuvent être utilisées en premiers choix
- Fréquence de détresse en radiotéléphonie de 8 291 kHz en USB sans réponse sur 2 182 kHz/4 125 kHz
- Fréquence de détresse en radiotélégraphie de 8 364 kHz SOS [15] (internationale jusqu'en février 1999) [16],[17] utilisé par des stations de plusieurs pays [NB 1]
- La fréquence internationale maritime en radiotélex de 8 376,5 kHz;
- Fréquence internationale d’appel sélectif numérique avec MMSI 8 414,5 kHz veille obligatoire zone A4 (et zone A3 sans Inmarsat) [18]. Zones A1, A2, A3, A4. Ralliement de détresse sur 8 291 kHz en USB

Depuis le début de la décennie 2000, la technologie numérique remplace peu à peu ces anciens dispositifs de retransmission.

### Aéronautique

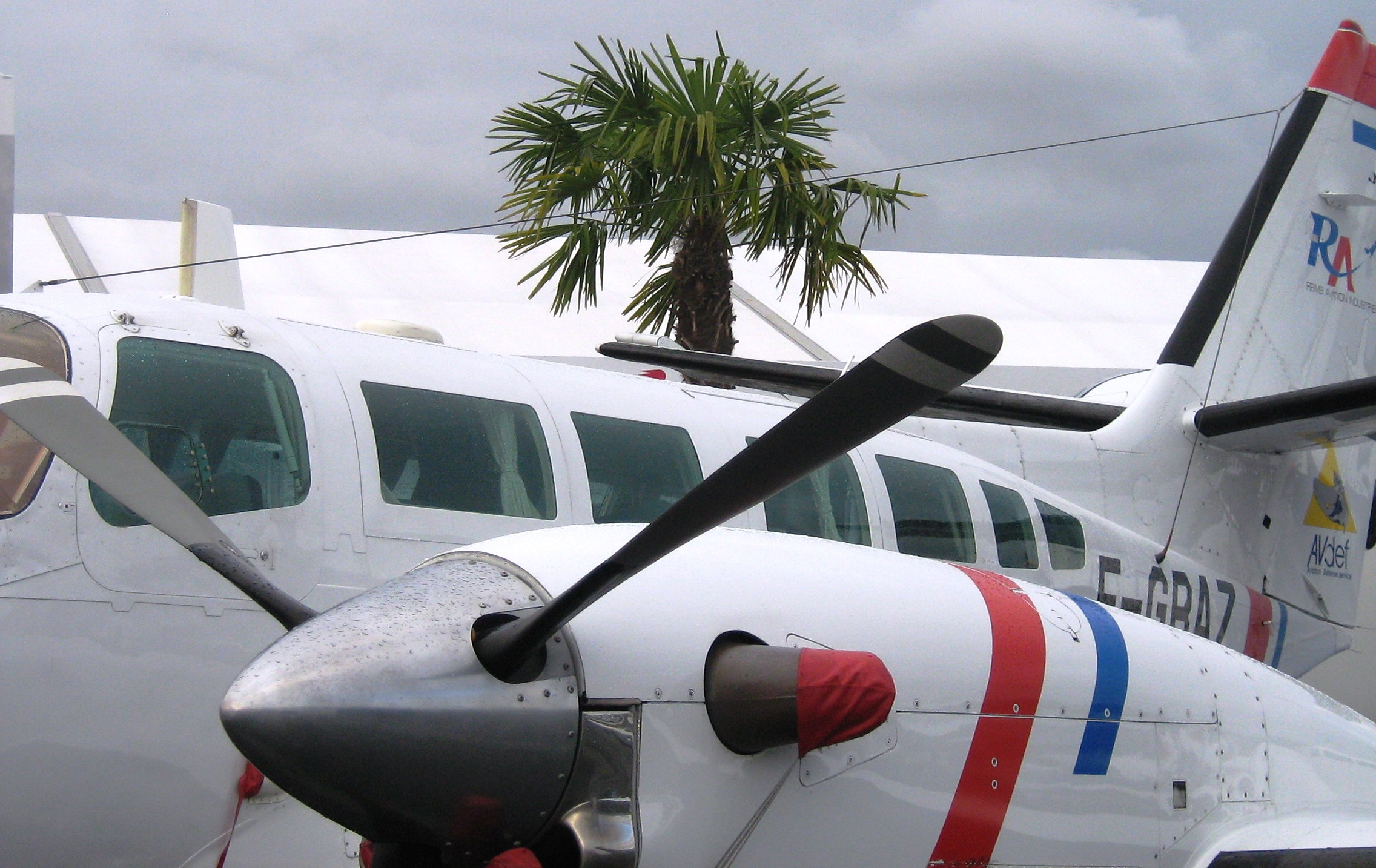
Antenne oblique en « V » renversé 2 à 23 MHz, tendue de la coque de l'avion à la dérive.

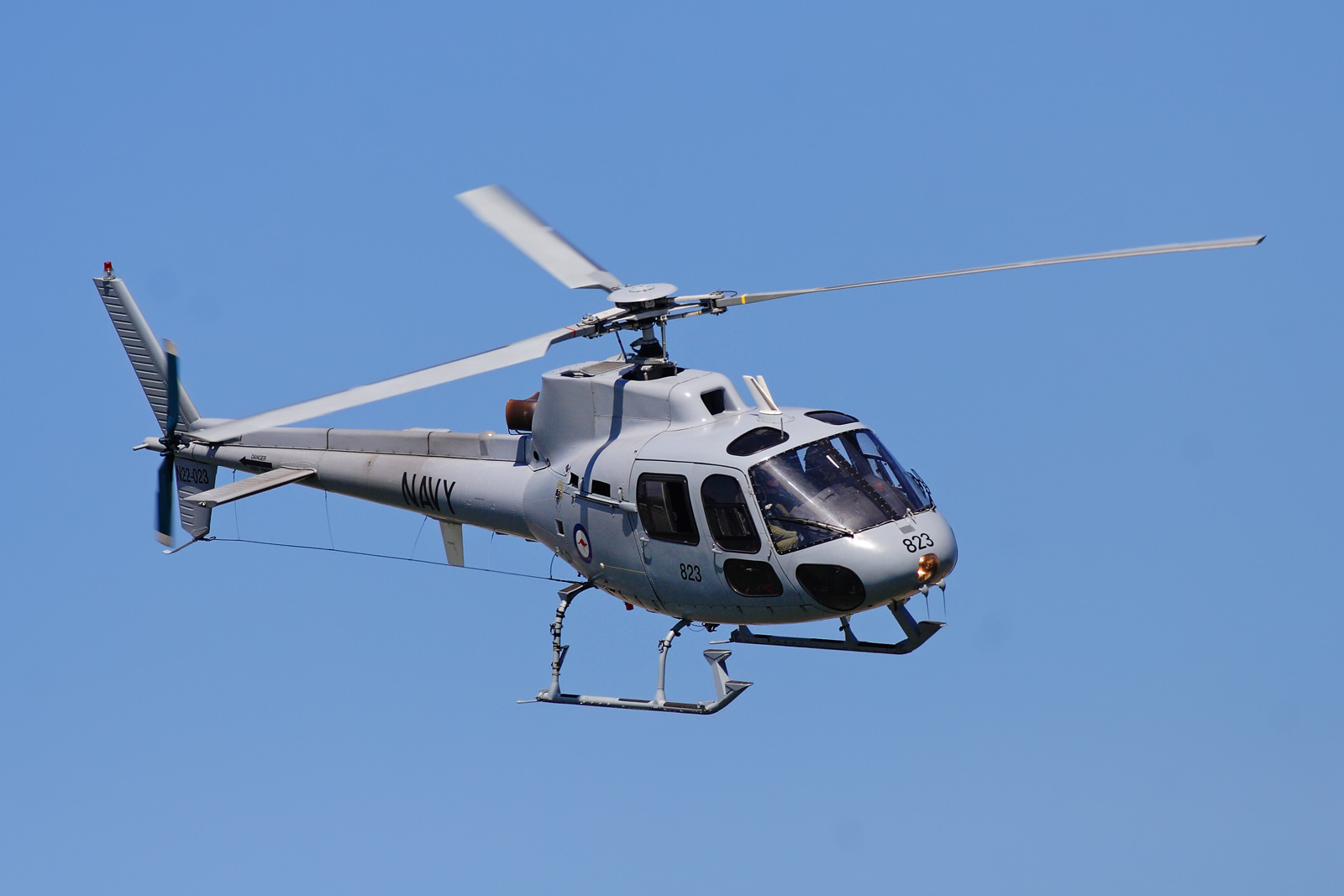
Antenne 2 à 23 MHz tendue de la cabine à la queue.

Ces fréquences sont utilisées par les compagnies aéronautiques, par le contrôle du trafic aérien à grande distance, par les avions moyens courriers et longs courriers au-dessus des océans et des parties désertiques.
On distingue deux types de services mobiles aéronautiques régis par des procédures différentes :
- le service mobile aéronautique R « le long des routes nationales ou internationales (couloirs aériens) » réservé aux communications relatives à la sécurité et à la régularité des vols, principalement le long des routes nationales ou internationales de l'aviation civile[21] ;
- le service mobile aéronautique OR « hors des routes » destiné à assurer les communications, y compris celles relatives à la coordination des vols, principalement hors des couloirs aériens [22].

Ainsi, toutes les liaisons, par exemple, entre Paris et New York font l'objet d'un contrôle aérien assuré par voix via des centres régionaux de part et d'autre de l'Atlantique (Shanwick, Santa Maria, Gander…). 
De nombreuses stations VOLMET fournissent des prévisions météorologiques pour la plupart des grands aéroports des différents continents .
Pour fiabiliser ce mode de communication, un système d'appel SELCAL, émettant un signal lumineux et sonore, permet aux pilotes d'être informés de l'appel de la station au sol, et ainsi d'être avertis d'avoir à établir le contact radio.
La fréquence internationale d'urgence aéronautique 5 680 kHz en radiotéléphonie USB peut être utilisée pour établir des communications entre les stations mobiles qui participent à des opérations de recherche et de sauvetage coordonnées, ainsi que des communications entre ces stations et les stations terrestres participantes.
La fréquence internationale 4 125 kHz en radiotéléphonie USB est utilisée, pour la détresse, la sécurité, pour l'appel et la réponse ainsi que les interconnexions air/mer/terre, inter-aéronef et entre les stations maritimes.
Quelques fréquences d'Afrique  où l'on peut entendre du trafic aéronautique en français : 5 493 kHz, 6 535 kHz, 8 861 kHz, 8 894 kHz, 8 903 kHz.
Pour les avions à hélice, l'antenne 2 à 23 MHz oblique en « V » renversé est tendue de la coque de l'avion à la dérive.
Pour les avions à réaction, l'antenne 2 à 23 MHz est carénée dans la dérive.
Pour les hélicoptères l'antenne 2 à 23 MHz type long-fil est tendue de la cabine à la queue.
Cette antenne HF est alimentée par une boîte de couplage automatique.
Sur les vieux avions à hélice, en vol une antenne pendante longue de plusieurs dizaines de mètres était déroulée pour établir les communications radios HF.

### Amateurs

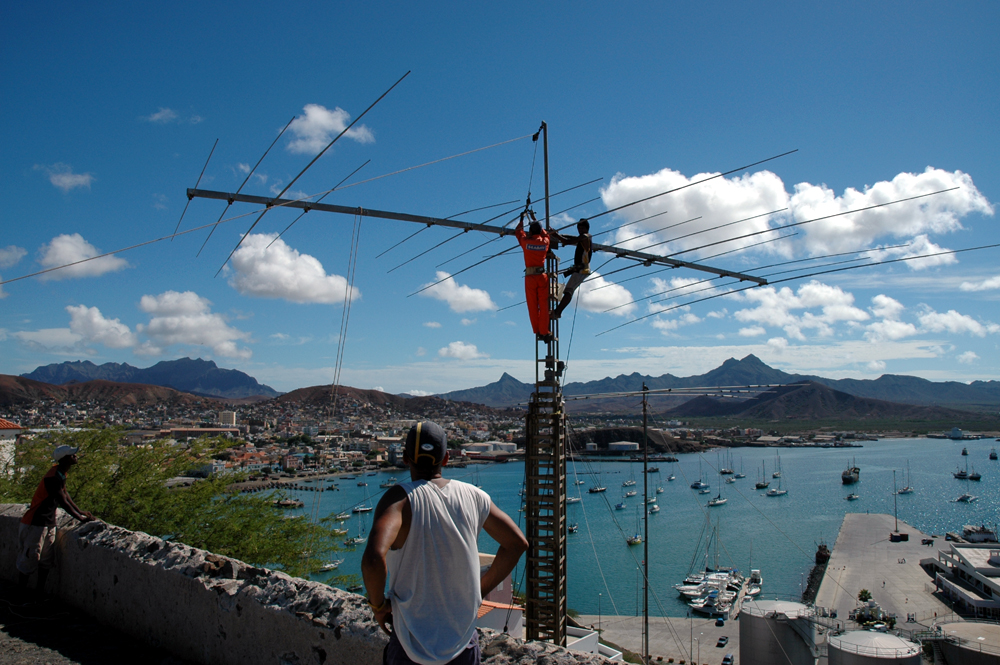
Antenne HF multibande radioamateur

Les radioamateurs utilisent les bandes amateurs en hautes fréquences  pour des contacts à longues distances (souvent intercontinentaux). Aussi appelé DX ces contacts longue distance peuvent s'effectuer en radiotélégraphie, en radiotéléphonie ou par d'autres moyen d'encodage et de décodages.

### Radioécouteur
Des radioécouteurs passionnés (SWL) écoutent les transmissions par ondes radioélectriques au moyen de récepteur radio approprié et d'une antenne dédiée aux bandes qu'il désire écouter. Généralement, ce passionné s'intéresse également aux techniques de réception, aux antennes, à la propagation ionosphérique, au matériel en général, et passe beaucoup de temps (souvent la nuit) à écouter les ondes courtes.
Le code SINPO permet aux stations de réception radioélectrique de décrire la qualité des émissions reçues d'une station radioélectrique émettrice.

### Antennes

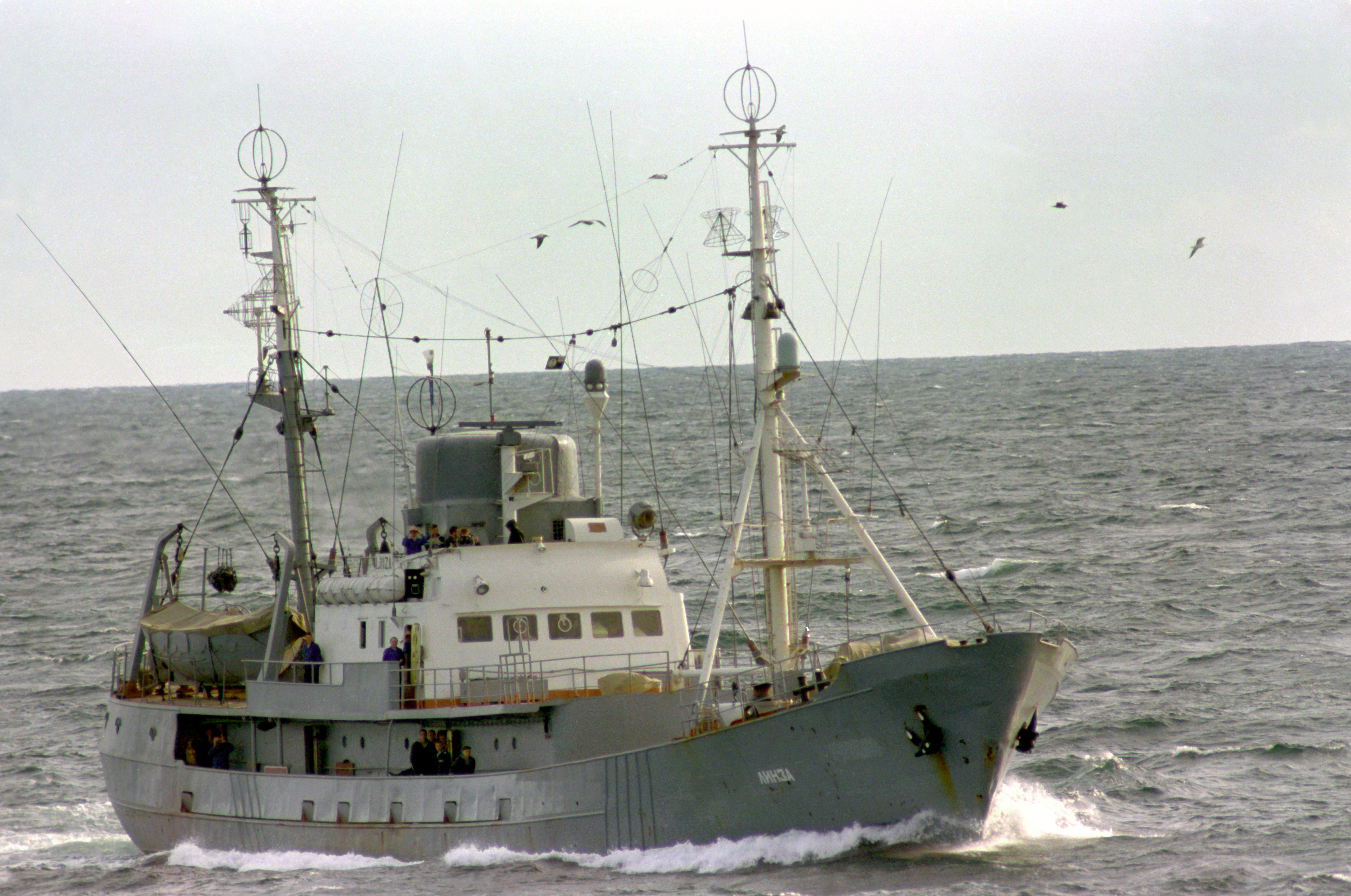
Station radio sur un navire.

La dimension d'une antenne est directement liée à la longueur d'onde du signal à transmettre ou plus exactement à la moitié de cette longueur d'onde, de 50 m à 5 m pour les HF. Les antennes HF sont donc généralement volumineuses.
Pour des liaisons amateur ou mobiles en dessous de 10 MHz, les antennes sont généralement filaires, au-dessus de cette fréquence les dimensions permettent l'utilisation facile des antennes yagi-uda, quad, delta-loop…
Pour des liaisons fixes ou des centres de transmission, des antennes de type « log-périodique » rotatives, des réseaux de dipôles ou de verticales ou des « losanges », demandent des structures volumineuses ou de grandes surfaces.
Les antennes actives ou les boucles magnétiques, de volume plus réduit, fonctionnent correctement en réception seule.

## Mode de propagation

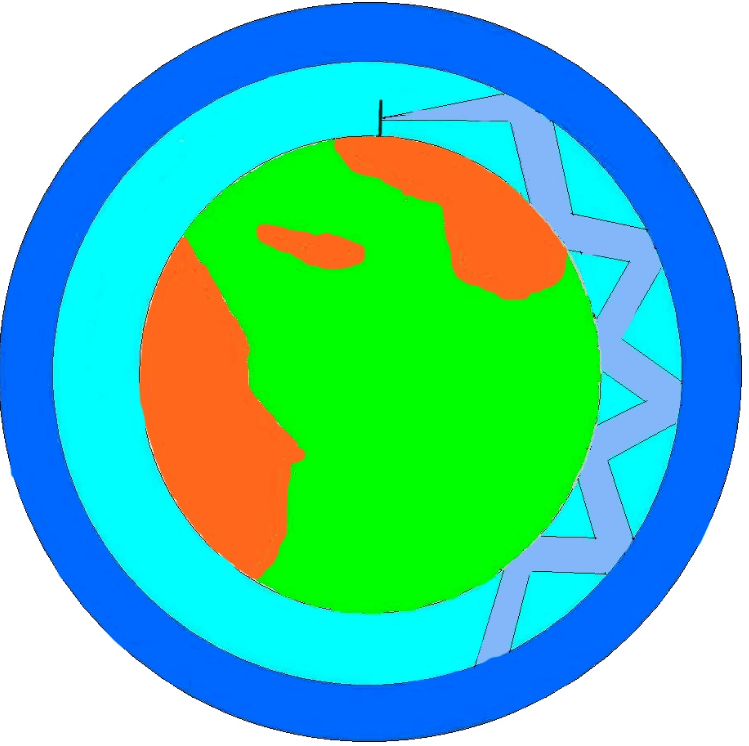
La propagation par onde réfléchie entre ciel et terre

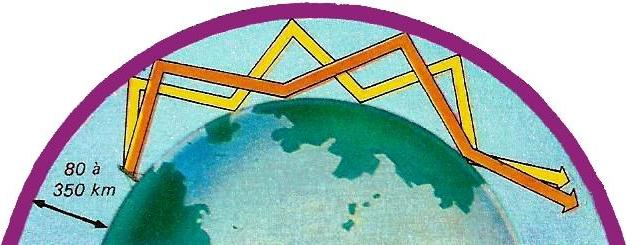
La propagation par onde réfléchie entre ciel et terre

Cycle solaire

En dehors des courtes distances pour lesquelles on profite de l'onde du sol, les ondes décamétriques se propagent par réflexions successives entre le sol ou la mer et les couches E, F, F1 et F2 .

Ainsi, ces ondes arrivent quasiment perpendiculaires à la surface de la terre, ce qui leur permet d'être reçues même si le récepteur est entouré d'obstacles de type relief. Comme elles se propagent grâce à de multiples réflexions, elles peuvent être reçues à une grande distance de l'émetteur, même lorsque la courbure de la surface terrestre empêche une liaison en vue directe. Les changements rapides de l'ionosphère rendent les liaisons compliquées à obtenir car il faut pouvoir changer la fréquence utilisée en fonction des conditions atmosphériques.
Cependant, ce changement de fréquence n'est pas toujours possible, surtout pour les utilisateurs dotés de moyens techniques limités, ce qui pose un problème car certaines fréquences peuvent ne pas être utilisables pour communiquer pendant plusieurs heures ou à certaines distances.
La propagation des ondes HF dépend donc fortement de la réflexion sur les couches de l'ionosphère. Si celle-ci est davantage ionisée par le rayonnement solaire, elle assure une meilleure propagation des ondes décamétriques dans une bande de fréquences étendue vers les fréquences les plus élevées. Une prévision de ces conditions comme donné par le Service de prévision ionosphérique peut aider considérablement.

L'alternance jour-nuit a une influence importante sur le choix d'une fréquence fiable et sur la qualité de propagation des ondes décamétriques. En raison du cycle solaire tous ces paramètres sont différents d'une année à l’autre. 

Pour les radiocommunications intercontinentales on peut résumer
- de 100 m à 50 m (3 MHz à 6 MHz), ce sont des bandes nocturnes
 de propagation occasionnelle à grande distance (a lieu de temps en temps),
- de 50 m à 30 m (6 MHz à 10 MHz), ce sont des bandes nocturnes
 pour lesquelles la réception n’est possible à grande distance que lorsqu’il fait nuit entre les lieux d’émission et de réception,
- de 30 m à 20 m (10 MHz à 15 MHz), ce sont des bandes mixtes
 pour lesquelles les meilleures réceptions sont lorsque l’émetteur est dans le jour et le récepteur dans la nuit, ou inversement,
- de 20 m à 13 m (15 MHz à 23 MHz), ce sont des bandes diurnes
 pour lesquelles les meilleures réceptions à grande distance sont lorsque le parcours entre l’émetteur et le récepteur est éclairé par le soleil.
- de 13 m à 10 m (23 MHz à 30 MHz), ce sont des bandes de propagation occasionnelle à grande distance, (a lieu de temps en temps), 
 avec régulièrement des radiocommunications à grande distance durant 3 ans tous les 11 ans en fonction du cycle solaire au maximum.

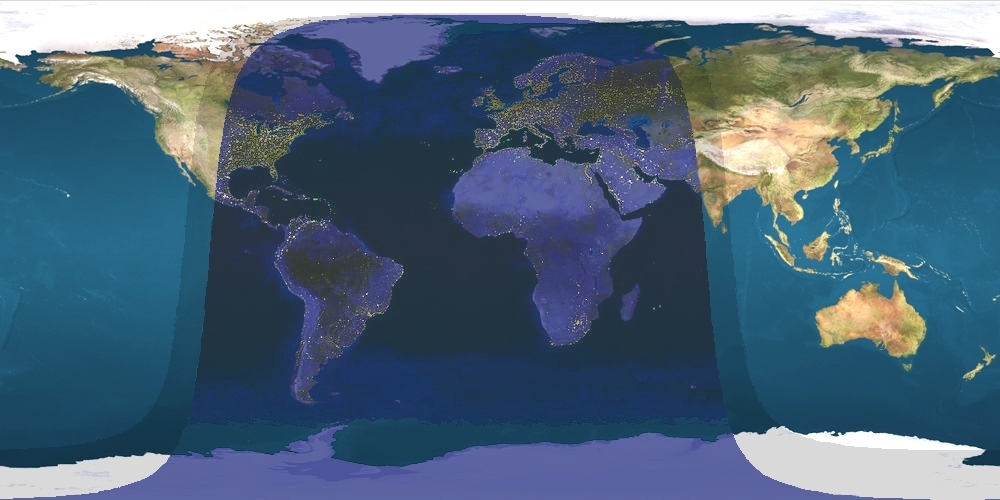
Parcours nocturnes et éclairé par le soleil à 01h UTC

L'onde de sol est utilisée principalement en dessous de 4 MHz.
L'onde réfléchie est utilisée principalement entre 5 MHz à 23 MHz.
L'onde directe est utilisée principalement au-dessus de 26 MHz.

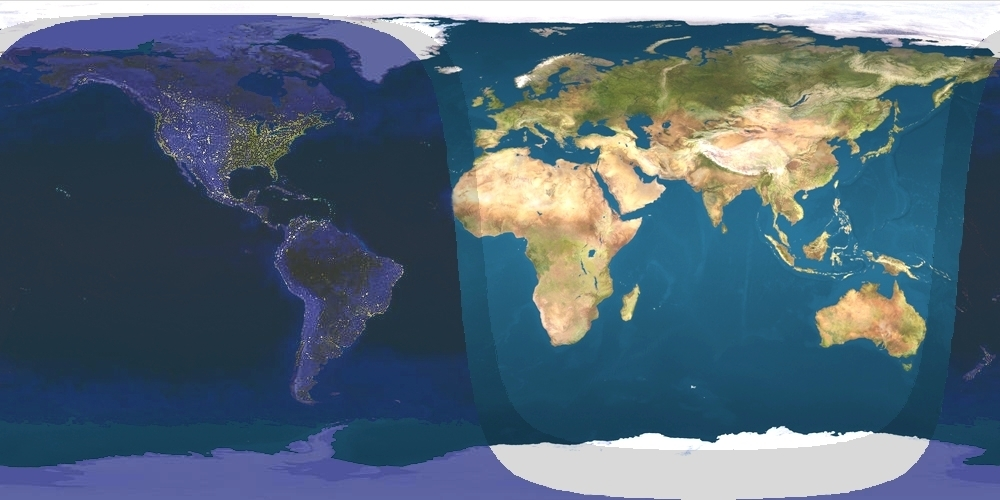
Parcours nocturnes et éclairé par le soleil à 07h UTC
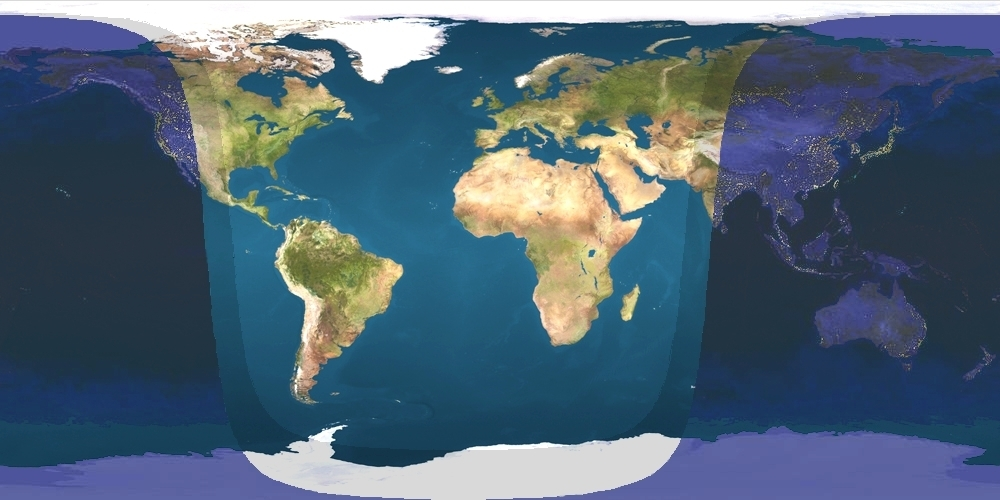
Parcours nocturnes et éclairé par le soleil à 13h UTC
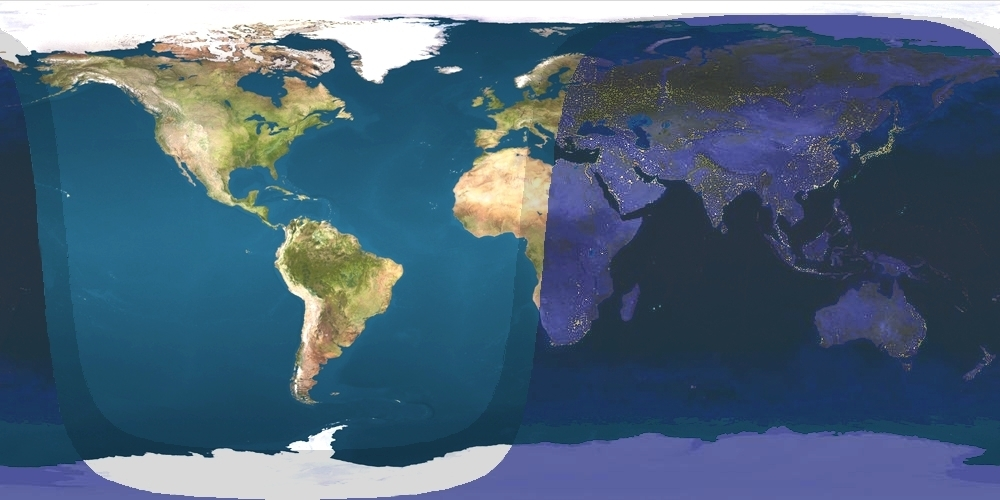
Parcours nocturnes et éclairé par le soleil à 17h UTC
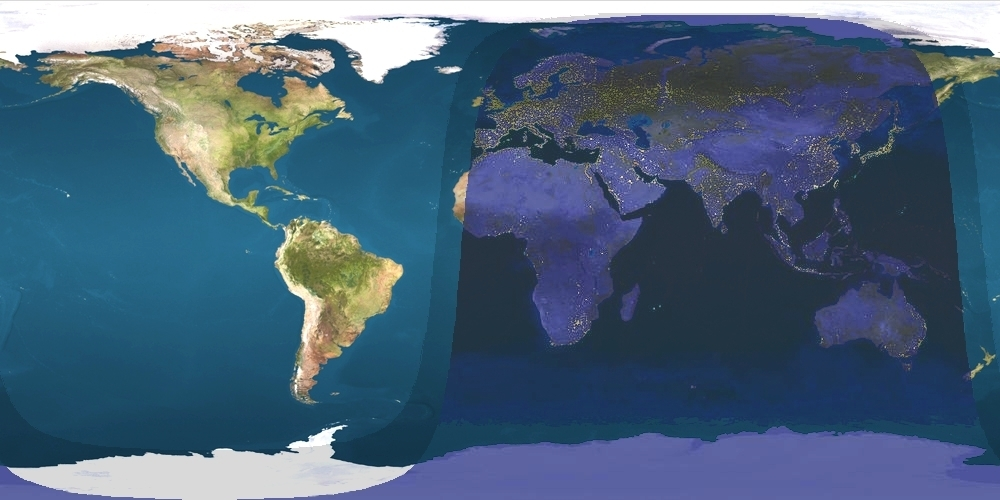
Parcours nocturnes et éclairé par le soleil à 19h UTC
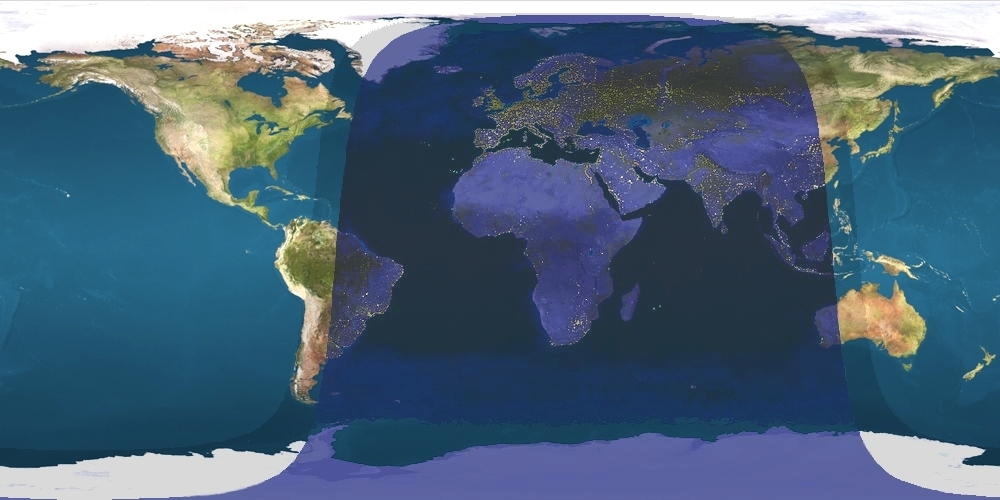
Parcours nocturnes et éclairé par le soleil à 22h UTC

Pour les radiocommunications continentales et nationales on peut résumer
- de nuit : bandes de 3 MHz à 9 MHz,
- de jour : bandes de 5 MHz à 16 MHz.

Pour les radiocommunications régionales et départementales on peut résumer
- de nuit : bande 0,3 MHz à 5 MHz en Europe, bande 2 MHz à 6 MHz sous les tropiques,
- de jour : bande 0,3 MHz à 8 MHz en Europe, bande 4 MHz à 12 MHz sous les tropiques.

### Onde d’espace quasi verticale

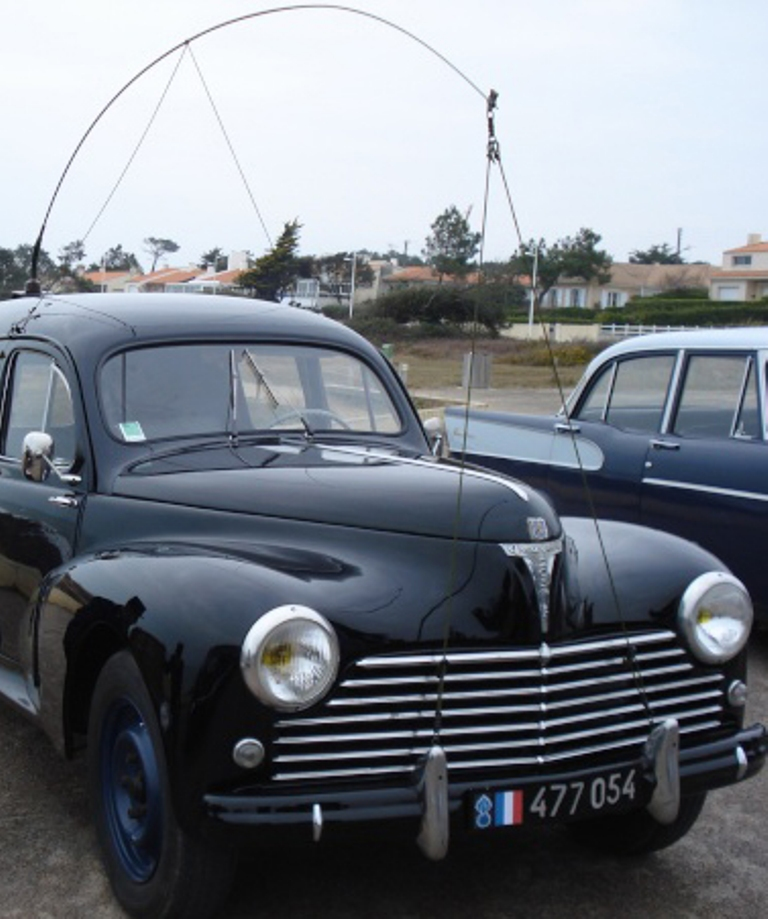
Antenne NVIS sur un mobile.

La propagation NVIS dans la bande 1,6 à 12 MHz est utilisée pour établir un réseau radio en communications locales et régionales à l’intérieur d’une zone circulaire inférieure à 300 km autour de l'antenne radioélectrique. Ce mode de propagation des ondes radios nécessite une antenne NVIS dont le lobe de rayonnement principal est en direction du ciel.
La propagation NVIS est utilisée par les services radio maritime, aéronautique, utilitaire, les radiotélécommunications de catastrophe des organisations humanitaires sur une catastrophe, l'armée, par quelques stations radioamateur, et permet en zone de fort reliefs de remplacer un réseau relayé VHF et UHF.
La propagation NVIS est très utilisée dans les zones polaires c'est-à-dire en Arctique et en Antarctique.
Sur les navires, l'antenne monopôle ou dipôle a une longueur de 7 mètres ou plus et est alimentée par une boîte de couplage automatique.

L'antenne est érigée seulement à quelques mètres au-dessus du navire.

## Utilisations publiques
Dans l'ensemble de la bande HF les communications en radiotéléphonie sont en bande latérale unique (« bande latérale supérieur USB ») sauf :
- La radiodiffusion est en AM ou en Digital Radio Mondiale ou quelquefois aussi en bande latérale unique « SSB ».
- Les communications en radiotéléphonie au-dessus de 29 500 kHz sont en modulation de fréquence « FM ».
- Les radioamateurs dans les bandes : 3 600 à 3 800 kHz et 7 000 à 7 200 kHz communiquent en bande latérale inférieure « LSB ».
- La bande des citoyens CB « 27 MHz » est en tous modes : LSB, USB, AM, FM.
- Des radios pirates dans des bandes 3 460 kHz et 6 660 kHz sans autorisation discutent en bande latérale inférieure « LSB »..

Les hautes fréquences en région 1 UIT (Europe, l'ouest du Moyen-Orient, Afrique, le nord de l'Asie) ont des assignations spécifiques :
| Fréquence             |  | Utilisation |
| --------------------- |  | --- |
| 2 851 à 3 152 kHz     |  | Service aéronautique régional en moyenne fréquence au-dessus des parties désertiques, des mers et des océans                           |
| 3 155 à 3 230 kHz     |  | bande marine et système de correction auditive personnelle à très courte portée                                                        |
| 3 230 à 3 400 kHz     |  | bande marine et radiodiffusion tropical bande des 90 mètres et détection antivol                                                       |
| 3 400 à 3 500 kHz     |  | Service aéronautique, compagnies, contrôle du trafic aérien moyen courrier, communications entre les aéronefs, VOLMET                  |
| 3 500 à 3 600 kHz     |  | bande maritimes mobiles, organisations divers fixes et mobiles et trafic radioamateur en radiotélégraphie bande des 80 mètres          |
| 3 600 à 3 800 kHz     |  | Trafic radioamateur bande des 80 mètres et bande marine et Organisations divers fixes et mobiles                                       |
| 3 800 à 3 900 kHz     |  | Organisations divers, Services aéronautiques en Afrique et en Europe. Trafic radioamateur en Amérique et en Asie                       |
| 3 900 à 3 950 kHz     |  | Services aéronautiques sauf en Amérique. Trafic radioamateur et Organisations divers en Amérique et Radiodiffusion en Asie             |
| 3 950 à 4 000 kHz     |  | Radiodiffusion OC publique longue distance bande des 75 mètres. Trafic radioamateur en Amérique                                        |
| 4 000 à 4 122 kHz     |  | bande marine des 4 MHz et Organisations divers fixes et mobiles                                                                        |
| 4 125 kHz             |  | Fréquence mondiale d'interconnexion : air/mer/terre, amerrissage, brise-glace, inter-aéronef au-dessus des mers, des océans.           |
| 4 128 à 4 515 kHz     |  | bande marine des 4 MHz et Organisations divers fixes et mobiles                                                                        |
| 4 515 à 4 650 kHz     |  | Organisations divers fixes et mobiles                                                                                                  |
| 4 650 à 4 750 kHz     |  | Service aéronautique, compagnies, contrôle du trafic aérien moyen courrier, communications entre les aéronefs, VOLMET                  |
| 4 750 à 4 995 kHz     |  | organisations divers fixes et mobiles. Radiodiffusion OC publique longue distance bande des 60 mètres                                  |
| 4 995 à 5 005 kHz     |  | Émission précise de fréquence et d’horaire exact (ISO 8601) à des fins scientifiques et d’étalonnage donc WWV                          |
| 5 005 à 5 060 kHz     |  | organisations divers fixes et Radiodiffusion tropicale bande des 60 mètres                                                             |
| 5 060 à 5 351,5 kHz   |  | Organisations divers fixes et mobiles                                                                                                  |
| 5 351,5 à 5 366,5 kHz |  | Organisations divers fixes et mobiles et trafic radioamateur bande des 60 mètres en Afrique et en Europe ,                             |
| 5 366,5 à 5 480 kHz   |  | Organisations divers fixes et mobiles                                                                                                  |
| 5 481 à 5 676 kHz     |  | Service aéronautique, contrôle du trafic aérien moyen courrier et long courrier, VOLMET                                                |
| 5 680 kHz             |  | Fréquence mondiale d’urgence aéronautique, opérations de recherche et de sauvetage coordonnées                                         |
| 5 684 à 5 726 kHz     |  | Service aéronautique international, compagnies, communications entre les aéronefs, VOLMET                                              |
| 5 730 à 6 200 kHz     |  | Radiodiffusion OC publique longue distance bande des 49 mètres                                                                         |
| 6 200 à 6 522 kHz     |  | bande marine des 6 MHz |
| 6 525 à 6 765 kHz     |  | Service aéronautique, compagnies, contrôle du trafic aérien moyen courrier et long courrier, communications entre les aéronefs, VOLMET |
| 6 765 à 6 780 kHz     |  | Organisations divers fixes et mobiles                                                                                                  |
| 6 780 kHz             |  | Applications industrielle, scientifique et médicale : l'énergie radioélectrique est émise de ± 15 kHz                                  |
| 6 780 à 7 000 kHz     |  | Organisations divers fixes et mobiles                                                                                                  |
| 7 000 à 7 200 kHz     |  | Trafic radioamateur bande des 40 mètres                                                                                                |
| 7 200 à 7 350 kHz     |  | Radiodiffusion OC publique longue distance bande des 41 mètres                                                                         |
| 7 350 à 8 101 kHz     |  | Organisations divers fixes et mobiles, détection antivol                                                                               |
| 8 101 à 8 288 kHz     |  | bande marine des 8 MHz et Organisations divers fixes et mobiles, détection antivol                                                     |
| 8 291 kHz             |  | Fréquence mondiale d'interconnexion maritime en haute mer. Zones A3 et A4 SMDSM (au-delà de 200 milles des côtes).                     |
| 8 294 à 8 812 kHz     |  | bande marine des 8 MHz et Organisations divers fixes et mobiles, détection antivol                                                     |
| 8 815 à 9 040 kHz     |  | Service aéronautique, compagnies, contrôle du trafic aérien moyen courrier et long courrier, communications entre les aéronefs, VOLMET |
| 9 040 à 9 400 kHz     |  | Organisations divers fixes et mobiles                                                                                                  |
| 9 400 à 9 900 kHz     |  | Radiodiffusion OC publique longue distance bande des 31 mètres                                                                         |
| 9 995 à 10 005 kHz    |  | Émission précise de fréquence et d’horaire exact (ISO 8601) à des fins scientifiques et d’étalonnage donc WWV et détresse , .          |
| 10 005 à 10 100 kHz   |  | Service aéronautique, compagnies, contrôle du trafic aérien moyen courrier et long courrier, communications entre les aéronefs, VOLMET |
| 10 100 à 10 150 kHz   |  | Trafic radioamateur bande des 30 mètres et Organisations divers fixes et mobiles                                                       |
| 10 150 à 11 175 kHz   |  | Organisations divers fixes et mobiles                                                                                                  |
| 11 175 à 11 400 kHz   |  | Service aéronautique, compagnies, contrôle du trafic aérien moyen courrier et long courrier, communications entre les aéronefs, VOLMET |
| 11 400 à 11 600 kHz   |  | Organisations divers fixes et mobiles                                                                                                  |
| 11 600 à 12 160 kHz   |  | Radiodiffusion OC publique longue distance bande des 25 mètres                                                                         |
| 12 160 à 12 230 kHz   |  | Organisations divers fixes et mobiles                                                                                                  |
| 12 230 à 13 197 kHz   |  | bande marine des 12 MHz |
| 13 200 à 13 360 kHz   |  | Service aéronautique, compagnies, contrôle du trafic aérien moyen courrier et long courrier, communications entre les aéronefs, VOLMET |
| 13 360 à 13 410 kHz   |  | Radioastronomie et radioastronomie amateur, Organisations divers fixes et mobiles.                                                     |
| 13 410 à 13 560 kHz   |  | Organisations divers fixes et mobiles                                                                                                  |
| 13 560 kHz            |  | Applications industrielle, scientifique et médicale : l'énergie radioélectrique est émise de ± 7 kHz, Radio-identification             |
| 13 560 à 13 570 kHz   |  | Organisations divers fixes et mobiles                                                                                                  |
| 13 570 à 13 870 kHz   |  | Radiodiffusion OC publique longue distance bande des 22 mètres                                                                         |
| 13 870 à 14 000 kHz   |  | Organisations divers fixes et mobiles                                                                                                  |
| 14 000 à 14 350 kHz   |  | Trafic radioamateur bande des 20 mètres                                                                                                |
| 14 350 à 14 990 kHz   |  | Organisations divers fixes et mobiles                                                                                                  |
| 14 990 à 15 010 kHz   |  | Émission précise de fréquence et d’horaire exact (ISO 8601) à des fins scientifiques et d’étalonnage donc WWV                          |
| 15 010 à 15 100 kHz   |  | Service aéronautique, compagnies, contrôle du trafic aérien moyen courrier et long courrier, communications entre les aéronefs, VOLMET |
| 15 100 à 15 800 kHz   |  | Radiodiffusion OC publique longue distance bande des 19 mètres                                                                         |
| 15 800 à 16 360 kHz   |  | Organisations divers fixes et mobiles                                                                                                  |
| 16 360 à 17 407 kHz   |  | bande marine des 16 MHz |
| 17 407 à 17 480 kHz   |  | Organisations divers fixes et mobiles                                                                                                  |
| 17 480 à 17 900 kHz   |  | Radiodiffusion OC publique longue distance bande des 16 mètres                                                                         |
| 17 900 à 18 030 kHz   |  | Service aéronautique, compagnies, contrôle du trafic aérien moyen courrier et long courrier, communications entre les aéronefs, VOLMET |
| 18 030 à 18 068 kHz   |  | Organisations divers fixes et mobiles                                                                                                  |
| 18 068 à 18 168 kHz   |  | Trafic radioamateur bande des 17 mètres                                                                                                |
| 18 168 à 18 900 kHz   |  | Organisations divers fixes et mobiles                                                                                                  |
| 18 900 à 19 020 kHz   |  | Radiodiffusion OC publique longue distance bande des 15 mètres                                                                         |
| 18 780 à 19 797 kHz   |  | bande marine des 18 MHz |
| 19 800 à 19 900 kHz   |  | Organisations divers fixes et mobiles                                                                                                  |
| 19 990 à 20 010 kHz   |  | Émission précise de fréquence et d’horaire exact (ISO 8601) à des fins scientifiques et d’étalonnage donc WWV                          |
| 20 010 à 21 000 kHz   |  | Organisations divers fixes et mobiles                                                                                                  |
| 21 000 à 21 450 kHz   |  | Trafic radioamateur bande des 15 mètres                                                                                                |
| 21 450 à 21 850 kHz   |  | Radiodiffusion OC publique longue distance bande des 13 mètres                                                                         |
| 21 850 à 21 924 kHz   |  | Organisations divers fixes et mobiles                                                                                                  |
| 21 924 à 22 000 kHz   |  | Service aéronautique, compagnies, contrôle du trafic aérien moyen courrier et long courrier, communications entre les aéronefs         |
| 22 000 à 22 825 kHz   |  | bande marine des 22 MHz |
| 22 825 à 23 200 kHz   |  | Organisations divers fixes et mobiles                                                                                                  |
| 23 200 à 23 350 kHz   |  | Service aéronautique, compagnies, communications entre les aéronefs                                                                    |
| 23 350 à 24 890 kHz   |  | Organisations divers fixes et mobiles                                                                                                  |
| 24 890 à 24 990 kHz   |  | Trafic radioamateur bande des 12 mètres                                                                                                |
| 24 990 à 25 010 kHz   |  | Émission précise de fréquence et d’horaire exact (ISO 8601) à des fins scientifiques et d’étalonnage                                   |
| 25 010 à 25 070 kHz   |  | Organisations divers fixes et mobiles                                                                                                  |
| 25 070 à 25 210 kHz   |  | bande marine des 25/26 MHz |
| 25 210 à 25 550 kHz   |  | Organisations divers fixes et mobiles                                                                                                  |
| 25 550 à 25 670 kHz   |  | Radioastronomie et radioastronomie amateur, bruit radio-électromagnétique de la planète Jupiter.                                       |
| 25 670 à 26 100 kHz   |  | Radiodiffusion OC publique longue distance bande des 11 mètres                                                                         |
| 26 100 à 26 310 kHz   |  | bande marine des 25/26 MHz |
| 26 300 à 26 500 kHz   |  | Téléphones sans fil type CT0 agréés en modulation de fréquence « FM »                                                                  |
| 26 500 à 26 600 kHz   |  | Organisations divers fixes et mobiles                                                                                                  |
| 26 600 à 26 880 kHz   |  | Radiomessagerie sur site, Organisations divers fixes et mobiles, Radiocommande de modélisme                                            |
| 26 880 à 26 960 kHz   |  | Organisations divers fixes et mobiles, Radiocommande de modélisme                                                                      |
| 26 965 à 27 115 kHz   |  | CB bande des citoyens « 27 MHz » et « bande des 11 mètres », et Radiocommande de modélisme                                             |
| 27 120 kHz            |  | Applications industrielle, scientifique et médicale L'énergie radioélectrique est émise de ± 163 kHz.                                  |
| 27 125 à 27 405 kHz   |  | CB bande des citoyens « 27 MHz » et « bande des 11 mètres », et Radiocommande de modélisme                                             |
| 27 410 à 28 000 kHz   |  | Organisations divers fixes et mobiles                                                                                                  |
| 28 000 à 29 700 kHz   |  | Trafic radioamateur bande des 10 mètres                                                                                                |
| 29 700 à 30 000 kHz   |  | Organisations divers fixes et mobiles                                                                                                  |